# Свенгалі
Свенгалі (англ. Svengali) — американський фільм жахів режисера Арчі Майо 1931 року. За мотивами роману «Трільбі» (1894) Джорджа дю Мор'є.

## Сюжет
Використовуючи магію, гіпноз і телепатію, злісний маестро Свенгалі намагається завоювати серце молодої співачки, перетворивши її на світову знаменитість.

## У ролях
- Джон Беррімор — Свенгалі
- Меріен Марш — Трілбі O'Фарелл
- Дональд Крісп — поміщик
- Бремуелл Флетчер — Біллі
- Кармел Майерс — мадам Гонорі
- Луї Альберні — Геко
- Ламсден Хейр — монсьєр Таффі
- Пол Порказі — Бонеллі